# Rhododendron williamsii
Rhododendron williamsii är en ljungväxtart som beskrevs av Elmer Drew Merrill och H. F. Copeland. Rhododendron williamsii ingår i släktet rododendron, och familjen ljungväxter. Inga underarter finns listade i Catalogue of Life.